# Bodagrottorna
Bodagrottorna er et hulesystem og naturreservat i Hudiksvalls kommun i Hälsingland.
De er Europas længste grundfjeldshuler og ligger i nærheden af Iggesund. Bodagrottorna har cirka 2.600 m gange og sine steder er der gange og sale i tre etager.
Området er siden 1989 beskyttet som naturreservat. Reservatet omfatter blot 4 hektar. Hulesystemets store indgang, Fläckgrottan, er relativt let at nå mens andre dele er mere svært tilgængelige.